# Randall Company
Randall Company war ein US-amerikanischer Hersteller von Automobilen.

## Unternehmensgeschichte
Das Unternehmen wurde 1914 in Quincy in Massachusetts gegründet. Im gleichen Gebäude befand sich auch die Wollaston Foundry Company. L. W. Newell war Generalmanager. 1914 begann mit Unterstützung durch Wollaston die Produktion von Automobilen. Der Markenname lautete Peter Pan. 1915 endete die Produktion.

## Fahrzeuge
Die Fahrzeuge wurden zwar Cyclecar genannt. Allerdings waren sie größer und konnten als Kleinwagen bezeichnet werden. Sie hatten einen wassergekühlten Vierzylindermotor mit OHV-Ventilsteuerung von Wollaston. 69,85 mm Bohrung und 101,6 mm Hub ergaben 1557 cm³ Hubraum. Damit wurde das Hubraumlimit für Cyclecars von 1100 cm³ Hubraum deutlich überschritten. Die Motorleistung von 24 PS wurde über ein Dreiganggetrieben und eine Kardanwelle an die Hinterachse übertragen. Der Kühlergrill war V-förmig.
Das Fahrgestell hatte 269 cm Radstand und 122 cm Spurweite. Zur Wahl standen ein zweisitziger Roadster und ein viersitziger Tourenwagen. Die Neupreise betrugen je nach Aufbau 400 oder 450 US-Dollar.